# 艾哈邁德·蒂揚
艾哈邁德·蒂揚·揚科（阿拉伯语：‎，1995年4月28日—）是甘比亞裔卡達籍沙灘排球運動員。他和舍里夫·尤諾斯搭檔，在2018年亞洲運動會奪得金牌。
在2014年結束與舍里夫·尤諾斯搭檔後，他們於2017年重聚。他們搭檔參加2020年夏季奧林匹克運動會，奪得銅牌，該面獎牌也是卡達首面沙灘排球獎牌。 

## 外部連結
- 艾哈邁德·蒂揚在FIVB沙灘排球運動員數據庫
- 艾哈邁德·蒂揚在沙灘排球數據庫